# آلیس ترنر شافر
آلیس ترنر شافر (به انگلیسی: Alic T. Schafer) (تولد:۱۸ ژوئن، ۱۹۱۵،مرگ:۲۷ سپتامبر ۲۰۰۹)ریاضی‌دان زن آمریکایی بود.او از اعضای بنیان‌گذار انجمن زنان در ریاضیات در سال ۱۹۷۱ بود.

## زندگی‌نامه
او در ۱۸ ژوئن ۱۹۱۵ در ریچموند، ویرجینیا به دنیا آمد.او یک بورس تحصیلی کامل را از دانشگاه ریچموند در ریچموند، ویرجینیا دریافت کرد.در آن زمان زنان اجازهٔ استفاده از کتابخانهٔ دانشگاه را نداشتند.
او در کالج سوارثمور و دانشگاه میشیگان استاد شد.
در سال ۱۹۶۲ او به دانشگاه ولسلی پیوست که یک دانشگاه خصوصی زنان در رشتهٔ علوم انسانی واقع در ولسلی،در نزدیکی بوستون،ایالات متحده‌ی آمریکا است.
در سال ۱۹۷۱ آلیس ترنر شافر یکی از اعضای مؤسس انجمن زنان در ریاضیات بود.
در سال ۱۹۹۰،انجمن زنان در ریاضیات(به انگلیسی:Association for Women in Mathematics)برای بزرگداشت او و تشویق زنان دیگر برای افزایش مشارکت زنان در ریاضیات جایزه‌ای را به آلیس ترنر شافر اختصاص داد.
در سال ۱۹۹۶،کار تدریس خود را به دلیل بازنشستگی به پایان رساند.